# Franz Anton Hoffmeister
Pour les articles homonymes, voir Hoffmeister.
Franz Anton Hoffmeister, né le 12 mai 1754 à Rottenburg am Neckar et mort le 9 février 1812 à Vienne, est un compositeur allemand.

## Biographie
Huitième de onze enfants, Franz Anton a grandi jusqu'à l'âge de quatorze ans à Rottenburg. Puis il s'est rendu à Vienne, où il est devenu organiste après des études juridiques et musicales avec le compositeur Johann Georg Albrechtsberger, futur professeur de Ludwig van Beethoven. Dans le même temps, il a travaillé en tant qu'éditeur. En 1800, il a fondé avec Ambrosius Kühnel (1770-1813), à Leipzig, le Bureau de musique, qui existe encore aujourd'hui sous le nom des Éditions Peters.
Hoffmeister publie ses premières symphonies en 1778 alors qu'il est nommé maître de chapelle du comte hongrois Franz von Szécsényi.
Il retourne à Vienne et se consacre dès 1784 à l'édition de ses propres œuvres ainsi que celles de compositeurs comme Haydn, Mozart, Beethoven, Clementi, Albrechtsberger, Dittersdorf ou Vanhal. 
Hoffmeister a été l'ami de Mozart qui lui a dédié son quatuor à cordes KV 499, tandis que Beethoven l'appelait « mon cher frère ». Jean-Baptiste Vanhal lui a également dédicacé son quatuor à cordes en mi bémol majeur.
Certaines de ses œuvres sont jouées lors des fameux concerts Salomon au début des années 1790.

## Œuvres principales

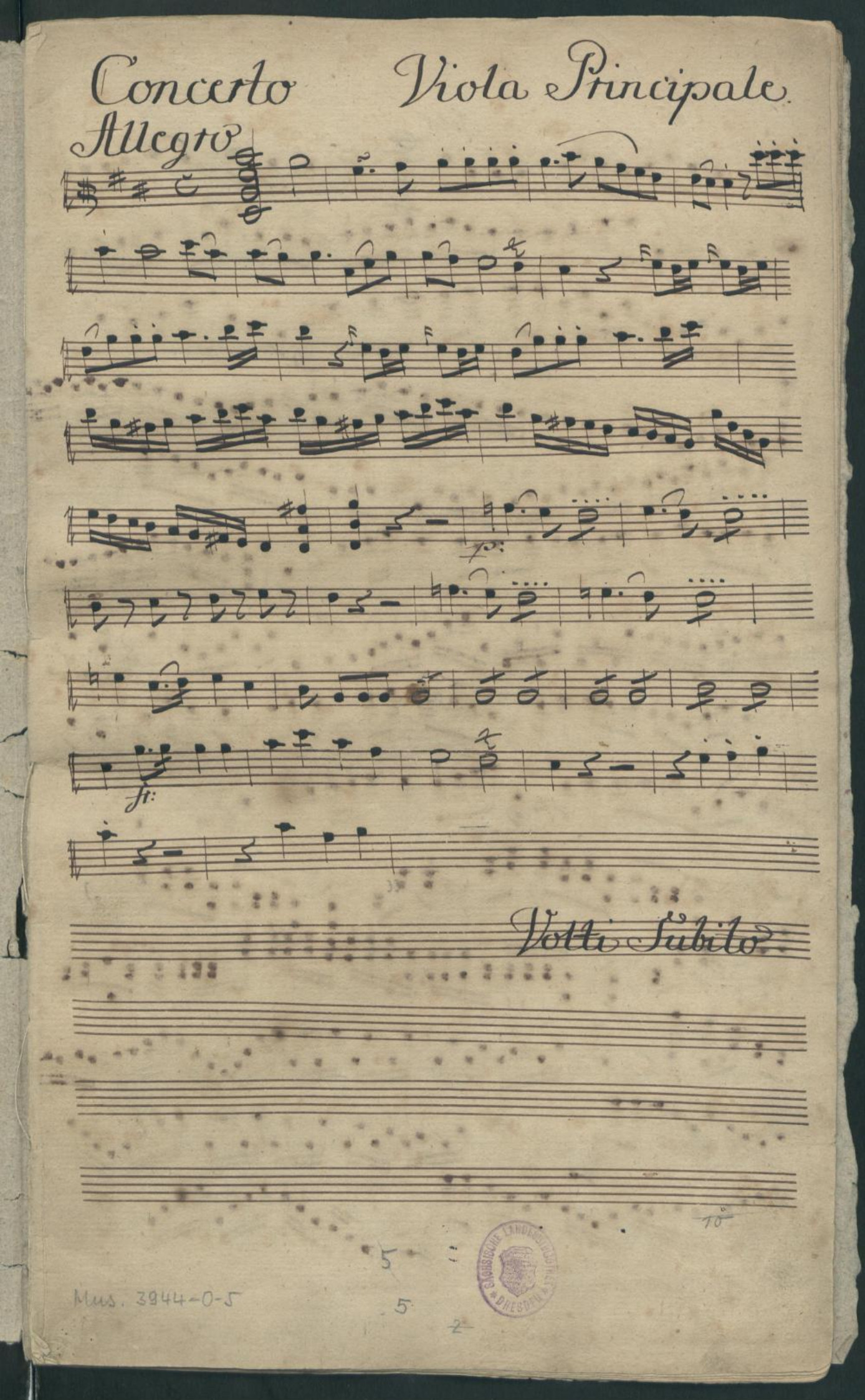
Concerto per viola

### Symphonies
Parmi ses 66 symphonies, on en citera trois (disponibles au disque avec les London Mozart Players) :
- Symphonie en mi majeur (1778)
- Symphonie en ré majeur (1778)
- Symphonie en sol majeur La Festa della Pace (1791)

### Concertos
60 concertos dont :
- 25 pour flûte
- Concerto pour alto et contrebasse
- Concerto pour 2 clarinettes et orchestre en mi-bémol majeur
- Concerto pour alto en ré majeur
- Concerto pour contrebasse no 1 en ré majeur
- Concerto pour contrebasse no 2 en ré majeur
- Concerto pour contrebasse no 3 en ré majeur
- Concerto en si majeur pour clarinette et orchestre
- 2 Concertos pour cor (ré majeur [1782] & mi majeur)
- 3 Concertos pour 2 cors

### Opéras
Au nombre de huit, créés à Vienne de 1790 à 1801, ils ne sont plus interprétés de nos jours.

### Musique de chambre
- 50 quatuors à cordes

- Quintette pour cor et cordes en mi-bémol majeur
- op. 5, 3 konzertante Duos op. 5 für Violine und Violoncello
- op. 7, 3 Duos für Violine und Viola
- op. 11, Quatuors à cordes (1784)
- op. 19, 6 Duos für Violine und Viola
- op. 20, 6 Quartette für Violine, 2 Violen und Violoncello
- op. 27, 2 Quartette für Flöte und Streichtrio
- op. 30, 3 Duos für 2 Flöten
- op. 31, 6 Trios für 2 Flöten und Violoncello
- op. 35 (?), 2 Quintette für Flöte, Violine, 2 Violen und Violoncello
- op. 35 (?), Prélude ou Exercise für Flöte solo
- op. 38, 3 Duos für Flöte und Oboe (oder Violine)
- op. 49 (?), 6 Duos für 2 Flöten
- op. 49 (?), Sonate B-Dur Nr. 2 für 2 Querflöten
- op. 51, 6 Duos für 2 Flöten
- 12 Etüden für Viola solo
- Terzetto D-Dur für 3 Flöten
- Terzetto D-Dur für Flöte, Viola und Violoncello
- Cassation F-Dur für Violine oder Flöte, Oboe, Viola, 2 Hörner und Fagott
- Notturno B-Dur für Flöte, 2 Hörner und Streichtrio
- 3 konzertante Duos für Flöte und Viola
- 3 leichte Trios für 2 Violinen und Violoncello
- 3 leichte Trios für Flöte, Violine und Violoncello
- Variations sur airs et thèmes d'Haydn et Mozart für Flöte solo

## Discographie
- Mozart, Hoffmeister - Arthur Grumiaux, Arrigo Pelliccia – Duos for violin and viola - Philips[1]
- Franz Anton Hoffmeister, Wilhelm Neuhaus, Hans-Jurgen Mohring, Cologne Chamber Orchestra, Helmut Muller-Bruhl – Piano Concerto In D Major, Op. 24 / Flute Concerto In D Major - Musical Heritage Society[2]
- Hoffmeister | Stamitz | Benda - Maxence Larrieu, Hans Stadlmair, Munich Chamber Orchestra – Les Concertos Hoffmeister, Stamitz, Benda - Barclay[3]
- Theodor von Schacht, Franz Anton Hoffmeister, Dieter Klöcker – Klarinettenkonzert B-Dur / Klarinettenkonzert B-Dur - Acanta[4]
- Sergei Nakariakov - Haydn, Hoffmeister, Mendelssohn – Concertos For Trumpet - Teldec[5]
- Hoffmeister, Lebrun, Fiala Und Koželuh – Albrecht Mayer, Kammerakademie Potsdam – Deutsche Grammophon[6]
- Franz Anton Hoffmeister: 12 Etudes For Viola - Marco Misciagna, viola - MM18[7]

#### Ouvrages généraux
- Theodore Baker et Nicolas Slonimsky (trad. de l'anglais par Marie-Stella Pâris, préf. Nicolas Slonimsky), Dictionnaire biographique des musiciens [« Baker's Biographical Dictionary of Musicians »], t. 2 : H-O, Paris, Robert Laffont, coll. « Bouquins », 1995 (réimpr. 1905, 1919, 1940, 1958, 1978), 8e éd. (1re éd. 1900), 1 815 p. (ISBN 2-221-06787-8), p. 4 728